# HD93161
HD93161 — подвійна зоря. 
Дана подвійна система має видиму зоряну величину в смузі V приблизно 8,0.

## Подвійна зоря
Головна зоря цієї системи належить до хімічно пекулярних зір й має спектральний клас O8.
В той же час спектральний клас іншої компоненти залишається  ще не визначеним.